# اولاد
در اکثر طوایف و ایلات ایران، به فرزندان رؤسای تیره یا طایفه، اولاد می‌گفته‌اند.
در تقسیمات ایلی در عشایر بختیاری، هر تش به چند اولاد تقسیم می‌شود و هر اولاد از ده‌ها خانوار تشکیل می‌شود. هر خانوار معمولاً داری یک بُهون (سیاه‌چادر) است که اقامتگاه‌شان به شمار می‌رود. هر اولاد، دارای سرپرست یا ریش‌سفیدی است که از بین مردان کاردان همان اولاد برگزیده می‌شود.
در جوامع سنّتی ایلی، معمولاً همهٔ ساکنان روستا از یک اولاد هستند و امکان دارد عده‌ای به‌عنوان «وابسته» در کنار آنان، با اجازهٔ آنان و برای آنان فعالیت کنند و سال‌ها زندگی وابستهٔ خود را ادامه دهند.